# Esphælingar
Esphælingar fue un poderoso clan familiar de la Era vikinga durante el periodo de la Mancomunidad Islandesa, siglos IX y X, y tuvieron cierto protagonismo en la colonización islandesa en los tiempos de Hámundur heljarskinn Hjörsson. Su historia aparece en varias sagas nórdicas, a destacar la  Hálfs saga ok Hálfsrekka la saga de Víga-Glúms, donde se hace patente la controversia del clan con Glúmur Eyjólfsson, y la saga de Njál.
Dominaron Eyjafjörður y más tarde Arnarfjörður. El clan es también protagonista de su propio relato, saga Esphælinga.